# Protestantse Kerk (Sint Laurens)

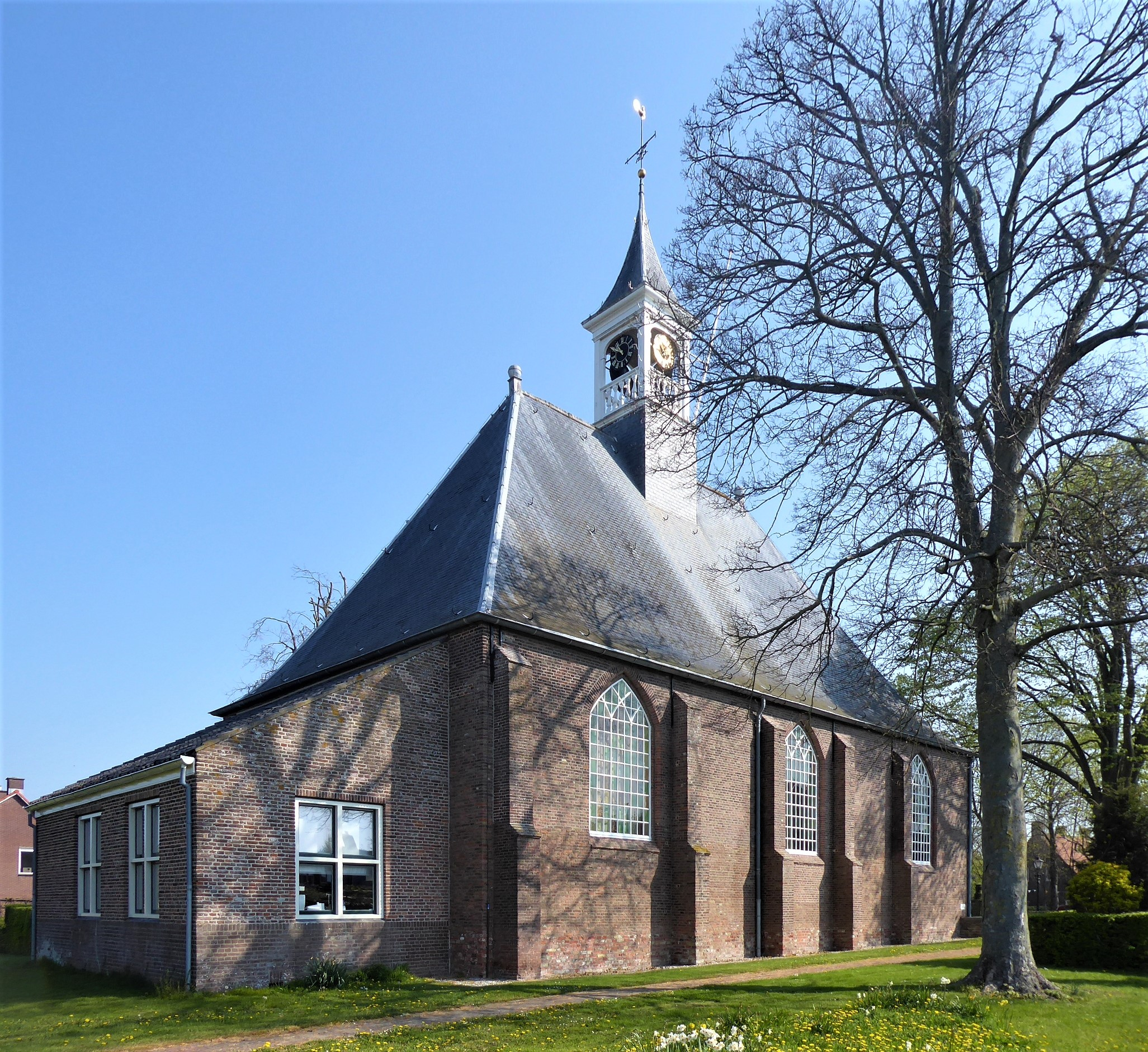
Kirche von Sint Laurens

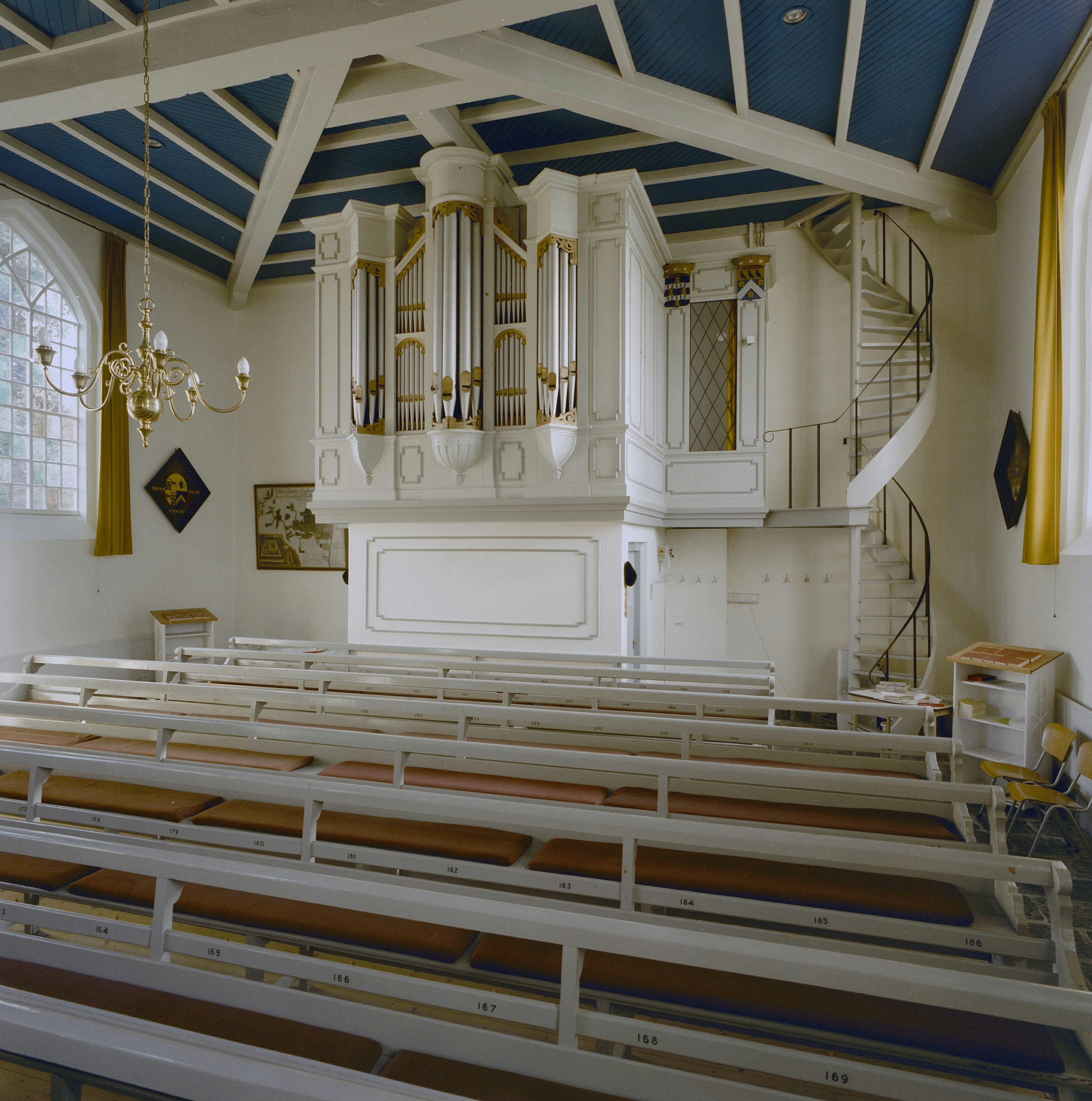
Inneres, Blick zur Orgel

Die Protestantse Kerk (auch Dorpskerk, deutsch: Dorfkirche) ist ein Kirchengebäude der Protestantischen Kirche in den Niederlanden in Sint Laurens, einem Ortsteil von Middelburg auf Walcheren (Provinz Zeeland). Die Kirche ist niederländisches Rijksmonument.

## Geschichte
Die heutige evangelische Kirche geht zurück auf einen mittelalterlichen Vorgängerbau, der dem Patrozinium des heiligen Laurentius von Rom unterstellt war. Die Kirche war Pfarrkirche einer Ortschaft, die sich am Kastell Popkensburg entwickelt hatte. Die Pfarrei dort war zwischen 1205 und 1218 vom Nordmünster in Middelburg abgepfarrt worden.
Im Zuge des Achtzigjährigen Krieges wurde die Pfarrkirche während der Belagerung von Middelburg zwischen 1572 und 1574 zerstört und danach nicht wieder aufgebaut. 
Nach der Einführung der Reformation mussten die Gläubigen von Sint Laurens zum Gottesdienst nach Gapinge oder Serooskerke gehen. So wurde zunächst ab 1610 ein Wohnhaus als Predigtstätte genutzt und 1644 eine neue Kirche an der Stelle der mittelalterlichen Pfarrkirche errichtet. 
Die neue Kirche, ein innen flachgedeckter schlichter Saalbau in nachgotischen Formen mit Dachreiter, wurde teilweise über den Grundmauern der alten Kirche errichtet. Deutlich erkennbar ist bis heute die Baunaht zu den mittelalterlichen Fundamenten aus Backsteinen, die typisch für den mittelalterlichen Kirchenbau auf Walcheren Einschlüsse von Algenanteilen zeigen, die bei der Herstellung der Steine auf der Nordseeinsel Teil des Ausgangsmaterials waren. Die Sakristei auf der Westseite wurde 1928 errichtet.

## Orgel
Im Jahr 1906 wurde durch den Orgelbauer A.S.J. Dekker aus Goes eine einmanualige Orgel mit pneumatischen Kegelladen für die Kirche errichtet. Es war wahrscheinlich die erste Orgel, die Dekker selbst gebaut hat. Das Instrument wurde 1952 zeitgleich mit einer Kirchenrestaurierung durch den Orgelbauer Sanders restauriert und dabei die Orgelempore abgesenkt. Es verfügt über neun Register auf einem Manual und einer Transmission im Pedal. Die Disposition lautet wie folgt:
| I Manuaal C–f3 |     |
| Bourdon        | 16′ |
| Prestant       | 8′  |
| Roerfluit      | 8′  |
| Gamba          | 8′  |
| Vox Celeste    | 8′  |
| Octaaf         | 4′  |
| Fluit          | 4′  |
| Octaaf         | 2′  |
| Cornet III D   |     |

| Pedal C–d1 |     |
| Subbas     | 16′ |

- Koppeln: I/P